# Hennessey Venom GT

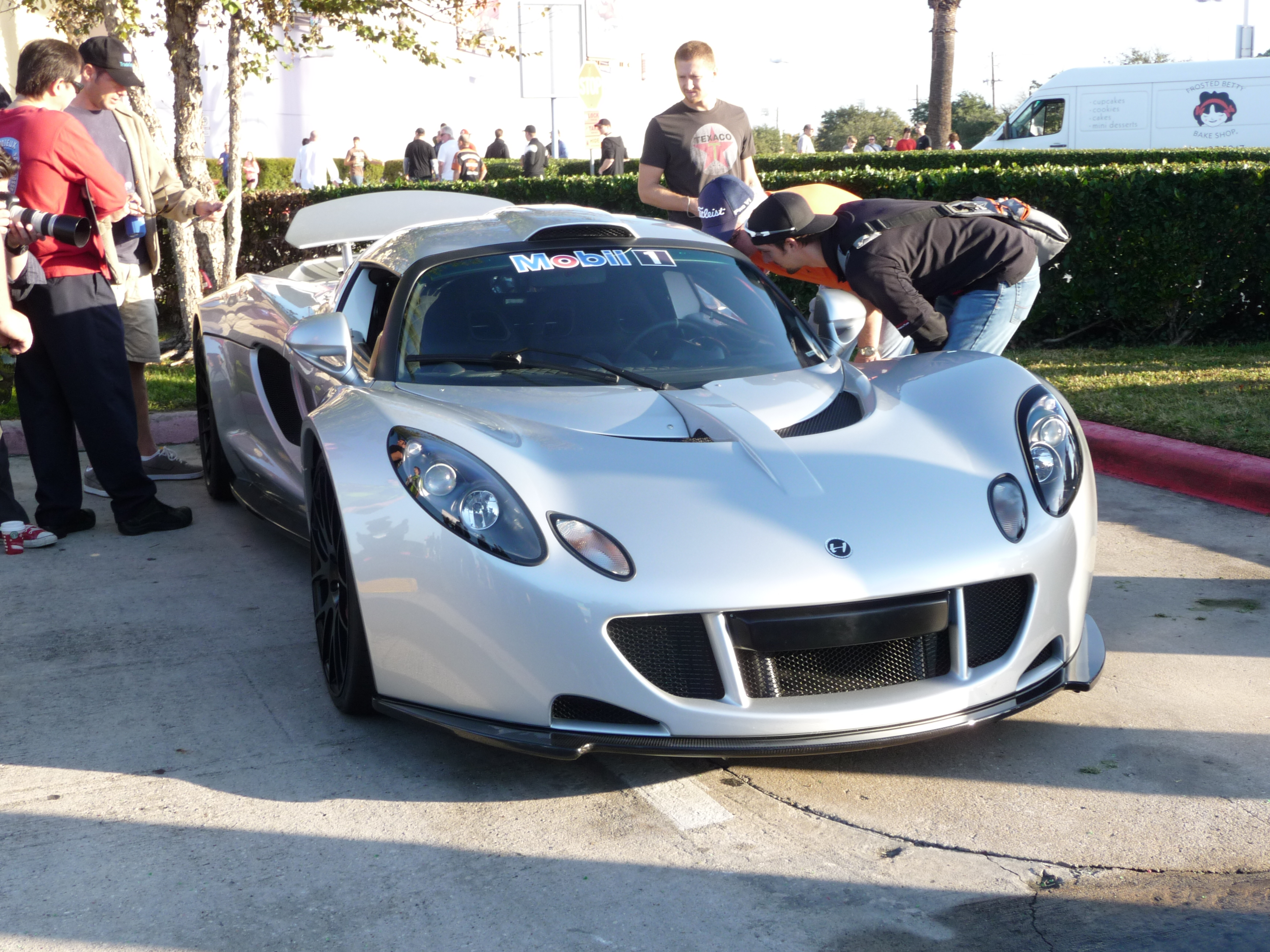
Hennessey Venom GT

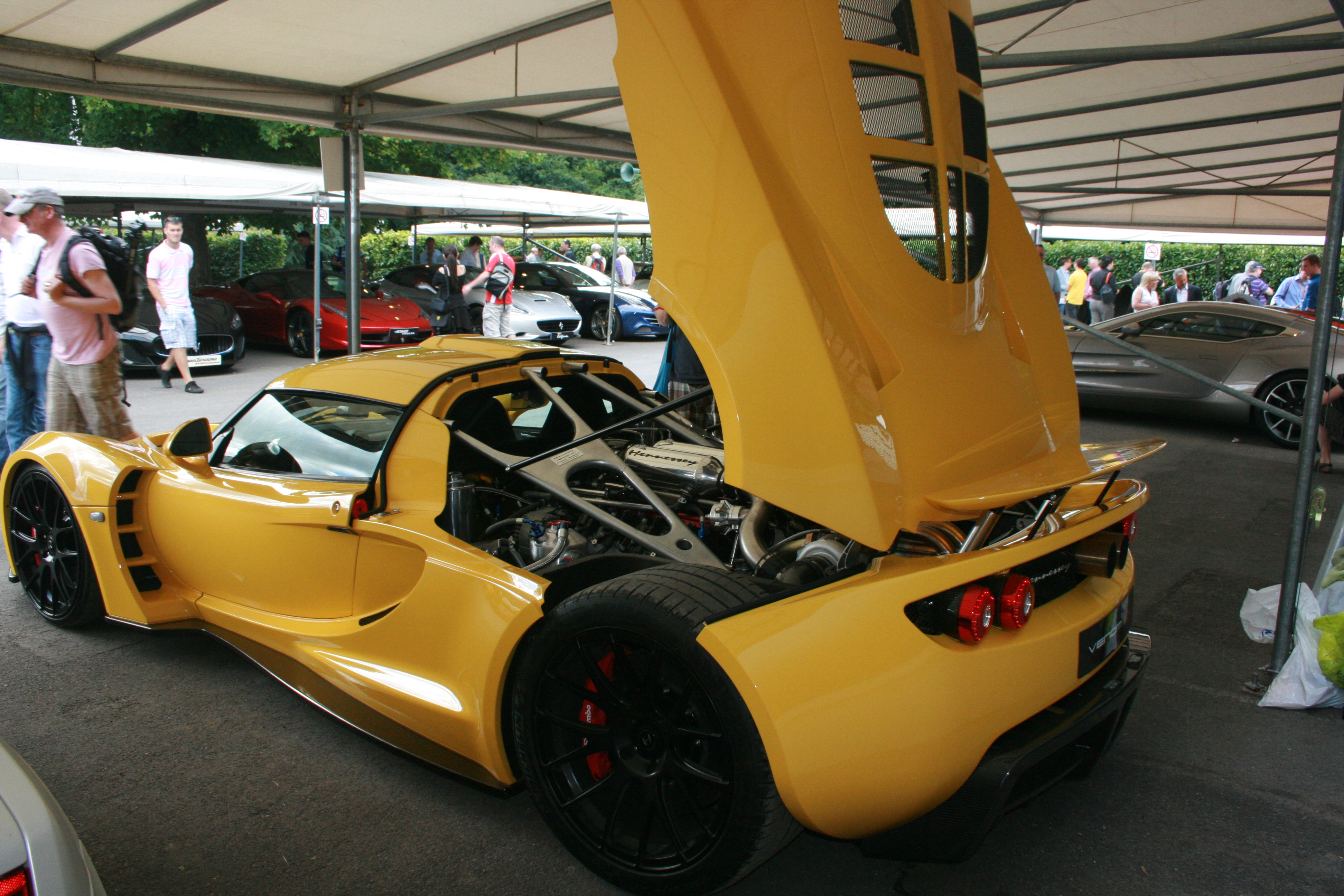
Hennessey Venom GT met zicht op de motor.

De Hennessey Venom GT is een supercar (2-zit) van het Amerikaanse Hennessey Performance Engineering, met sterke gelijkenissen met de Lotus Elise/Exige. Deze serie heeft heel wat snelheidsrecords op zijn naam staan.

## Modellen

### Venom GT Spyder
De Venom GT Spyder is een open-dakversie van de Venom GT. De productie van de Spyder was beperkt tot 5 wagens, maar er kwam een zesde bij als de "Final Edition". Het eerste model werd door de zanger van Aerosmith, Steven Tyler, aangevraagd bij Hennessey. Hij wou een Venom GT zonder dak. Deze werd dan ook de eerste van de 6 Spyders.

### Venom GT "World's Fastest Edition" (2014)
Een versie van de Venom GT coupé die beperkt is tot 3 wagens. Direct na de aankondiging van de wagens waren ze allemaal verkocht voor 1,25 miljoen dollar per stuk.

### Venom GT "Final Edition" (2017)
Hiervan is enkel 1 wagen gemaakt, als afsluiter van de GT-series. Nog voor de aankondiging ervan verkocht voor 1,2 miljoen dollar.

### Venom F5
De Venom F5, opvolger van de Venom GT, is voorgesteld op 1 november 2017. Het is een van de snelste wagens ter wereld: in 2.0 seconden van 0-97 km/u en 484 km/u topsnelheid. Hennessey gaat daarmee de strijd aan met de Bugatti Chiron en de Koenigsegg Agera. Er zullen slechts 24 gemaakt worden die elk 1,6 miljoen dollar kosten.

## Prestaties
Van 0-300 km/h in 13,63 seconden, een 90 graden V8 motor en een (theoretische) maximumsnelheid van 447 km/h. Daarmee behoort de Hennessey Venom GT tot de snelste wagens ter wereld.